# Leistungsabzeichen der Deutschen Grenzpolizei

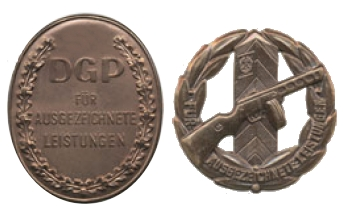
Die Leistungsabzeichen der Deutschen Grenzpolizei der DDR; links die 1. Form und recht die 2. Form

Das Leistungsabzeichen der Deutschen Grenzpolizei, umgangssprachlich auch Grenzerei genannt, war in der Deutschen Demokratischen Republik (DDR) eine im Fachbereich des Ministeriums für Nationale Verteidigung|Ministeriums für Nationale Verteidigung verliehene Auszeichnung, die spätestens ab 1978 den Status einer nichtstaatlichen Auszeichnung hatte.

## Geschichte
Das Leistungsabzeichen der Deutschen Grenzpolizei wurde am 28. April 1958 in einer Ausführung gestiftet. Es war Vorgänger des Leistungsabzeichens der Grenztruppen, welches am 17. Dezember 1962 zum Nachfolger dieses Leistungsabzeichens wurde.

## Verleihung
Die Verleihung des Leistungsabzeichen der Deutschen Grenzpolizei erfolgte für ausgezeichnete Leistungen bei der Ausbildung sowie dem vorbildlichen Einsatz bei der Entwicklung der Bestenbewegung unter den Angehörigen der Deutschen Grenzpolizei. Die Verleihung konnte bis zum Range des Kompaniechef erfolgen.

## Aussehen

### 1. Form
Das bronzene Leistungsabzeichen ist hochoval und 34 breit und 41,5 mm hoch und zeigt mittig die vierzeilige erhaben geprägte Inschrift: DGB / FÜR / AUSGEZEICHNETE / LESISTUNGEN, wobei die erste Buchstabenzeile (DGB) eine Größe von 5 mm hat und die restlichen nur 2,5 mm hoch sind. Umschlossen wird die Inschrift von zwei unten gekreuzten nach oben hin offenen Eichenlaubzweigen. Die Rückseite ist dagegen glatt. Auf ihr ist eine waagerecht angelötete Nadel angebracht. In frühen Ausführungen findet sich zudem eine vierstellige Verleihungsnummer, auf die aber in der Folge gänzlich verzichtet wurde.

### 2. Form
Die 2. Form des Leistungsabzeichen der Grenzpolizei, auf den Wortzusatz Deutsche wurde verzichtet, ist 1959 eingeführt worden und weicht gänzlich von der 1. Form dieses Abzeichens ab. Das nun runde messingfarbene Leistungsabzeichen mit einem Durchmesser von 35 mm zeigt vor durchbrochenen Hintergrund einen Grenzpfahl der DDR mit Staatswappen und eine davor liegende PPSch-41. Umschlossen und zeitgleich begrenzt wird das Leistungsabzeichen von zwei Lorbeerzweigen, die sich am oberen Ende mit den Spitzen berühren. Auf diesen Zeigen ist die Umschrift: FÜR AUSGEZEICHNETE LEISTUNGEN zu lesen. Wie bei der 1. Form zeigt die Rückseite eine senkrecht verlötete Nadel.

## Trageweise
Getragen wurden beide Formen auf der rechten oberen Brustseite.